# Cuise-la-Motte
Cuise-la-Motte è un comune francese di 2 316 abitanti situato nel dipartimento dell'Oise della regione dell'Alta Francia.

## Società

### Evoluzione demografica
Abitanti censiti